# Edward Jefferys
Edward Jefferys (Durban, 7 febbraio 1936 – Amanzimtoti, 27 settembre 1998) è stato un velocista sudafricano.

## Biografia
Nel 1958 si mise in evidenza ai Giochi del Commonwealth quando stabilì il record dei Giochi nella semifinale dei 200 metri corsa in 20"9.
Alle Olimpiadi di Roma 1960 gareggiò sui 100 metri, dove fu eliminato nei quarti di finale, sui 200 metri, dove fu eliminato in semifinale, e con la staffetta 4x400 che concluse la gara al quarto posto.

## Palmarès
| Anno | Manifestazione  | Sede | Evento                | Risultato        | Prestazione | Note  |
| ---- | --------------- | ---- | --------------------- | ---------------- | ----------- | ----- |
| 1960 | Giochi olimpici | Roma | 100 metri piani       | Quarti di finale |             | [ 3 ] |
| 1960 | Giochi olimpici | Roma | 200 metri piani       | Semifinale       |             | [ 4 ] |
| 1960 | Giochi olimpici | Roma | Staffetta 4×400 metri | 4º               |             | [ 5 ] |